# Eleccions presidencials georgianes de 2008
Les eleccions presidencials georgianes de 2008 se celebraren el 5 de gener de 2008. Foren avançades pel president Mikheil Sakaixvili, després de les manifestacions de protesta de novembre de 2007. Les eleccions s'haurien d'haver celebrat originalment l'agost de 2008.
Saakaixvili va ser declarat guanyador amb un 53,4% dels vots, encara que va haver acusacions de frau electoral per l'oposició de partits de dreta que aglutinava l'empresari Levan Gatxetxiladze. No obstant això els observadors internacionals van donar el vistiplau a les eleccions, a pesar d'algunes irregularitats observades.

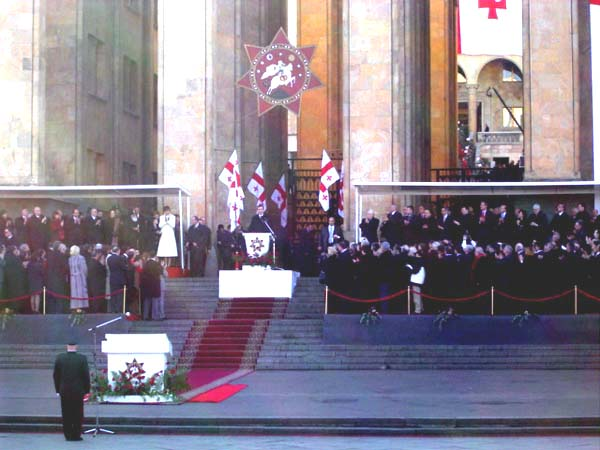
Presa de possessió de Mikhail Saakaixvili

## Resultats
Eleccions presidencials georgianes de 15 de gener de 2008
| Candidats                                    | Vots      | %     |
| -------------------------------------------- | --------- | ----- |
| Mikheil Sakaixvili                           | 1,060,042 | 53.47 |
| Levan Gatxetxiladze                          | 509,234   | 25.69 |
| Badri Patarkatsixvili                        | 140,826   | 7.10  |
| Shalva Natelaixvili                          | 128,589   | 6.49  |
| Davit Gamkrelidze                            | 79,747    | 4.02  |
| Gia Maisashvili                              | 15,249    | 0.77  |
| Irina Sarishvili-Chanturia                   | 3,242     | 0.16  |
| Vots en blanc                                | 33,129    | 1.67  |
| Vots nuls                                    | 12,260    | 0.61  |
| Total 56,19% participació; 3,527,964 votants | 1,982,318 | 100.0 |